# 宮伯
宮伯（きゅうはく）は、西周の諸侯である曹の第4代の君主。姓は姫、名は侯。仲君の子として生まれた。仲君の後をうけて曹国の君主となった。孝伯の父。